# Håkon Eiriksson
Håkon Eiriksson conte di Lade (Trøndelag) (... – 1029 o 1030) figlio di Eiríkr Hákonarson.
Fu governatore di Norvegia sotto Svend Tveskæg di Danimarca dal 1012 al 1015, insieme con Einar Thambarskelfir, il suo tutore, e suo zio, Sveinn Hákonarson, che gestiva alcuni territori in qualità di vassallo svedese. 
Dopo l'arrivo di Óláfr Haraldsson in Norvegia, Hákon si rifugiò in Inghilterra, dove fu ben accolto da Canuto il Grande e divenne conte di Worcester. 
In seguito, ottenne nuovamente il titolo di governatore di Norvegia tra il 1028 ed il 1029 sotto Canuto il Grande, ma scomparve, disperso in mare, nel 1029 o nel 1030.
| Controllo di autorità | VIAF (EN) 8816201 · ISNI (EN) 0000 0000 2807 0351 · LCCN (EN) n85108932 |